# Église Sainte-Marie de Henry
Pour les articles homonymes, voir Église Sainte-Marie.
L'église Sainte-Marie (anglais : St. Mary's Church) est un édifice religieux catholique du début du XXe siècle situé à Henry (Illinois), aux États-Unis.

## Situation et accès
L'édifice est situé dans la rue du Sud (anglais : South Street), au sud-ouest d'Henry. Plus largement, il se trouve dans le comté de Marshall, dans l'État de l'Illinois.

## Histoire
La cérémonie de pose de la première pierre a lieu le 27 juin 1907 avec l'évêque Peter Joseph O'Reilly (en). L'église est élevée pour un coût de 30 000 dollars selon les plans de l'architecte George P. Stauduhar (originaire de Rock Island). L'intérieur est décoré par l'artiste Alfred Fuchs (originaire de Streator) aux côtés Henry Burkhart (de cette ville de Henry) et de Franck Garlin, assistant de ce dernier. La cérémonie de dédicace a lieu, quant à elle, le 5 juillet 1908.

## Structure
Faite de briques avec une fondation en pierres et des garnitures en grès, l'édifice adopte un style néogothique. Il mesure 110 pieds (33,53 m) de longueur, 52 pieds (15,85 m) de largeur — 40 pieds (12,19 m) sans les transepts — et 36 pieds (10,97 m) de hauteur à l'intérieur. Le clocher a une hauteur de 92 pieds (28,04 m) et est surmonté d'une croix.